# Fagergröppa
Fagergröppa (Ceraceomyces borealis) är en svampart som först beskrevs av Lars Gunnar Torgny Romell, och fick sitt nu gällande namn av J. Erikss. & Ryvarden 1973. Ceraceomyces borealis ingår i släktet Ceraceomyces och familjen Amylocorticiaceae.   Inga underarter finns listade i Catalogue of Life.
I den svenska databasen Dyntaxa används istället namnet Serpulomyces borealis för samma taxon.  Arten är reproducerande i Sverige.